# ContentSquare

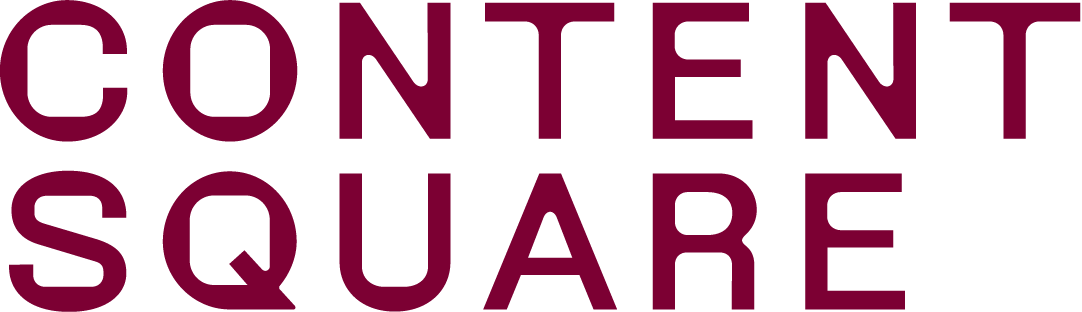
Logo de Contentsquare

Contentsquare es una empresa francesa en expansión y unicornio  fundada por Jonathan Cherki .
Contentsquare ofrece módulos para recopilar datos sobre el comportamiento de los usuarios al utilizar un sitio web o una aplicación móvil, así como recomendaciones para adaptar el contenido a las empresas que ofrecen estos servicios o sitios. Los datos recopilados provienen de los movimientos del mouse y otras interacciones con aplicaciones o sitios web.

## Historia

### Recaudación de fondos
- Financiación inicial, 2012, 400 000 euros de Seed4Soft
- Serie A, 6 de junio de 2017, 20 millones de dólares
- Serie B, 29 de enero de 2018, 42 millones de dólares
- Serie C, 28 de enero de 2019, 60 millones de dólares
- Serie D, 19 de mayo de 2020, 190 millones de euros [4]
- Serie E, 26 de mayo de 2021, 500 millones de dólares, liderada por Vision Fund 2 de SoftBank, una recaudación de fondos récord para una startup tecnológica francesa  .
- Serie F, 21 de julio de 2022, 600 millones de dólares, liderada por SixthStreet.[5]

Como parte de su ronda de Serie F en julio de 2022, liderada por Sixth Street, Contentsquare recaudó 400 millones en capital y 200 millones en deuda. Su financiación total acumulada alcanza los 1.400 millones de dólares, provenientes de inversores de primer nivel (entre ellos Softbank, Eurazeo, Bpifrance, etc.). Su valoración (5.600 millones de dólares) se ha duplicado desde su Serie E en mayo de 2021.

### Adquisiciones
- Clicktale, 2019
- Pricing Assitant, 2019
- Dareboost, 2020
- Adapt mi Web, 2020
- Hotjar, 2021 [8]
- Upstride, 2021
- Heap, 2023 [9]

## Competidores
El sector en el que opera Contentsquare es altamente competitivo, destacando empresas como:
- Smartlook, gestionada por la empresa checa Smartsupp
- Glassbox, ubicada en Israel
- FullStory, con sede en Atlanta

## Fundación y distinciones
La fundación de Contentsquare se enfoca en hacer que el mundo digital sea más accesible para todos. Su objetivo es eliminar las barreras digitales para personas con discapacidades, promoviendo la accesibilidad, la inclusión, la fiabilidad y la sostenibilidad en el entorno digital
Contentsquare ocupa actualmente el puesto 5ᵉ en el ranking «Best Workplaces» para la categoría de 250 a 999 empleados